# Spodoptera macra
Spodoptera macra är en fjärilsart som beskrevs av Achille Guenée 1852. Spodoptera macra ingår i släktet Spodoptera och familjen nattflyn. Inga underarter finns listade i Catalogue of Life.